# Port lotniczy Kampong Thum
Port lotniczy Kampong Thum (IATA: KZK) – port lotniczy położony w Kampong Thum, w prowincji Kampong Thum w Kambodży. Obsługuje głównie loty czarterowe.